# Vella americana
Vella americana is een insect uit de familie van de mierenleeuwen (Myrmeleontidae), die tot de orde netvleugeligen (Neuroptera) behoort. 
Vella americana is voor het eerst wetenschappelijk beschreven door Drury in 1773.